# María del Pilar Fernández
María del Pilar Fernández Julián (28 de diciembre de 1962 en Madrid) es una deportista española que compite en tiro deportivo. Participa en la disciplina de pistola de precisión.
Ha participado en los Juegos Olímpicos desde Barcelona 1992 y también en los Juegos Olímpicos de Pekín 2008. En estos últimos su participación tuvo lugar en las pruebas de pistola de aire 10 m y pistola deportiva 25 m.
- Datos: Q6004982